# Vals
Vals (v místním dialektu walserské němčiny vyslovováno [faɫʃ], rétorománsky Val) je obec ve švýcarském kantonu Graubünden, okresu Surselva. Nachází se v údolí Valserského Rýna, asi 37 kilometrů jihozápadně od kantonálního hlavního města Churu, v nadmořské výšce 1 252 metrů. Má necelých 1 000 obyvatel.

## Historie

Vals v roce 1948

V 11. a 12. století bylo údolí Valsertal hojně využíváno Římany. Kolem roku 1290 se na dně údolí nacházelo čtyři až sedm farem s hospodářskými zvířaty (hlavně ovcemi). Po roce 1300 vyklidili boční údolí také německy mluvící Walserové z Rheinwaldu a snad i z údolí Val Blenio. Osadníci v oblasti Zervreila mohli být italsky mluvící kolonisté z Blenia. 
Německy mluvící Walserové se po roce 1300 stěhovali ze západu do několika údolí rétorománsky mluvícího Graubündenu. Tyto oblasti nebyly neobdělávané, jak dokládá místní jméno Vals (rétorománsky val – „údolí“) a románské názvy polí, jako například Selvaalp (rétorománsky selva 'les'). Páni panství neměli nově příchozí vůbec v lásce, a proto se trvale usadili až po vzájemné dohodě. Expanzi Walserů z údolí zbrzdil až Lugnezerův zákaz prodeje půdy a sňatků v roce 1457. Obyvatelé Blenia vlastnili až do konce 19. století dvě alpy v horním údolí nad průsmykem Passo di Soreda.

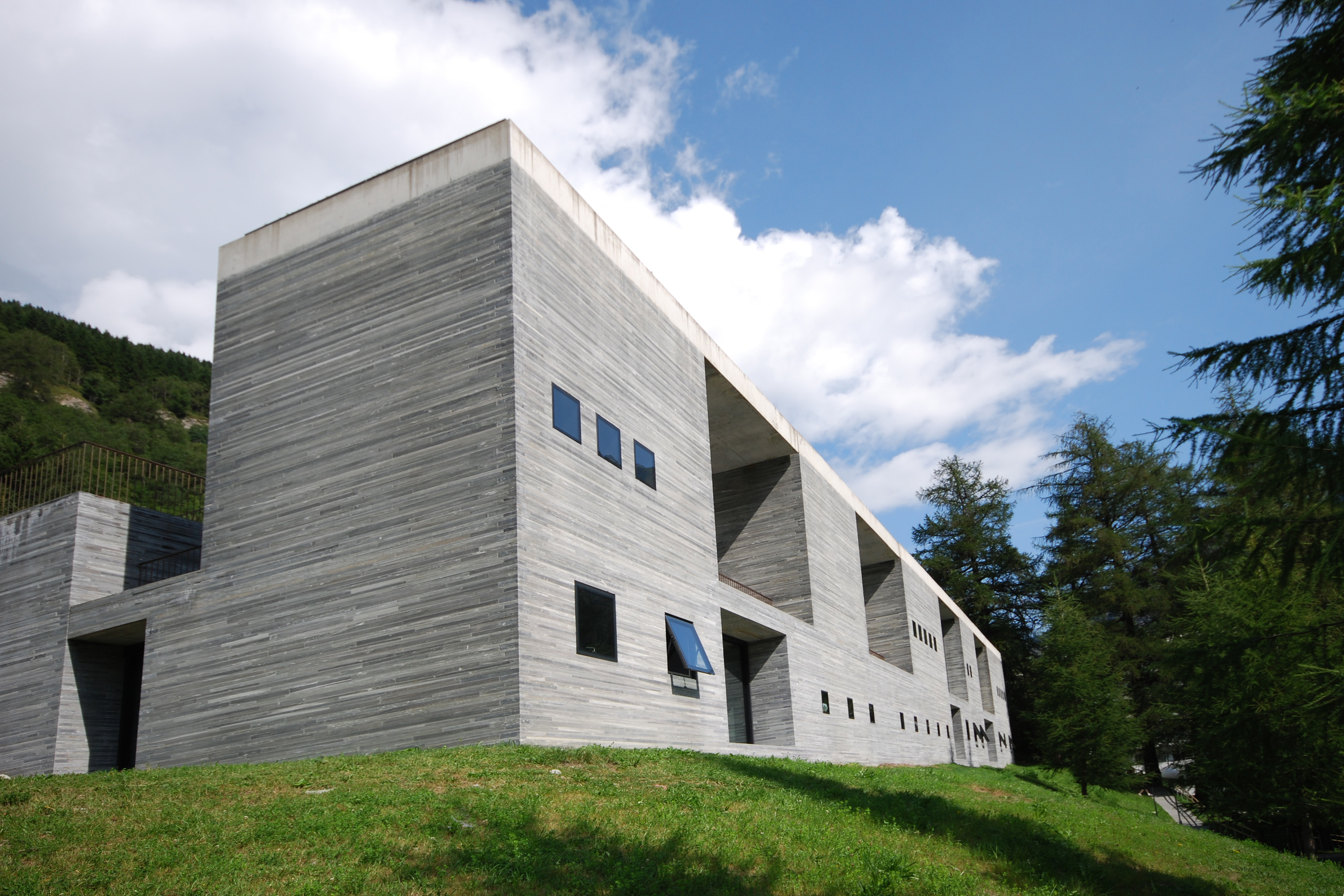
Moderní lázně ve Valsu

Až do vybudování silnice z Ilanzu v roce 1881 byla cesta z údolí obtížná, proto se Vals dlouho orientoval na jih a východ ke svým sousedům v Rheinwaldu a Safientalu, kde žili převážně také Walserové. Na rozdíl od nich však ve Valsu reformace nepřevládla a Vals zůstal katolický; také se zde z tohoto důvodu mluví převážně německy, na rozdíl od většiny převážně rétorománských okolních obcí. V roce 1893 byl otevřen Kurhaus a lázně (lázně jsou však doloženy již v roce 1732) a v roce 1970 nové lázeňské centrum. V letech 1951–1958 byla postavena vodní elektrárna Zervreila. Cestovní ruch tvoří ekonomickou páteř obce (1 093 lůžek v roce 2002); nové termální lázně, architektonické dílo Petera Zumthora, byly otevřeny v roce 1996.
Během druhé světové války byla obec bombardována spojeneckými stíhacími bombardéry. Několik vesničanů bylo zabito nebo zraněno. Zda šlo o nehodu, není jasné. Vzdálenost mezi italskou hranicí a obce je vzdušnou čarou 15 kilometrů.
V zimě roku 1951, velmi bohaté na sníh a laviny, zasáhla Vals ničivá lavina. Během tří dnů napadlo na dně údolí jeden a půl metru čerstvého sněhu. 20. ledna 1951 spadla v Malatobelu lavina, což se naposledy stalo v roce 1812. Starosta nařídil evakuaci ohrožených domů, která však nebyla dodržena nebo byla dodržena jen částečně. Ve 21:59 hod. zasáhla lavina Alpbühll celou obec na západní straně údolí. Lavina zasypala 11 domů a 12 stájí. Zasypáno bylo celkem 30 osob, z nichž 19 zemřelo, včetně 14 dětí. O život přišlo také 12 kusů skotu a 13 koz.
Dříve samostatná obec St. Martin byla k 1. lednu 2015 začleněna do obce Vals.
V roce 2012 získala obec Evropskou cenu obnovy vesnice.

## Geografie

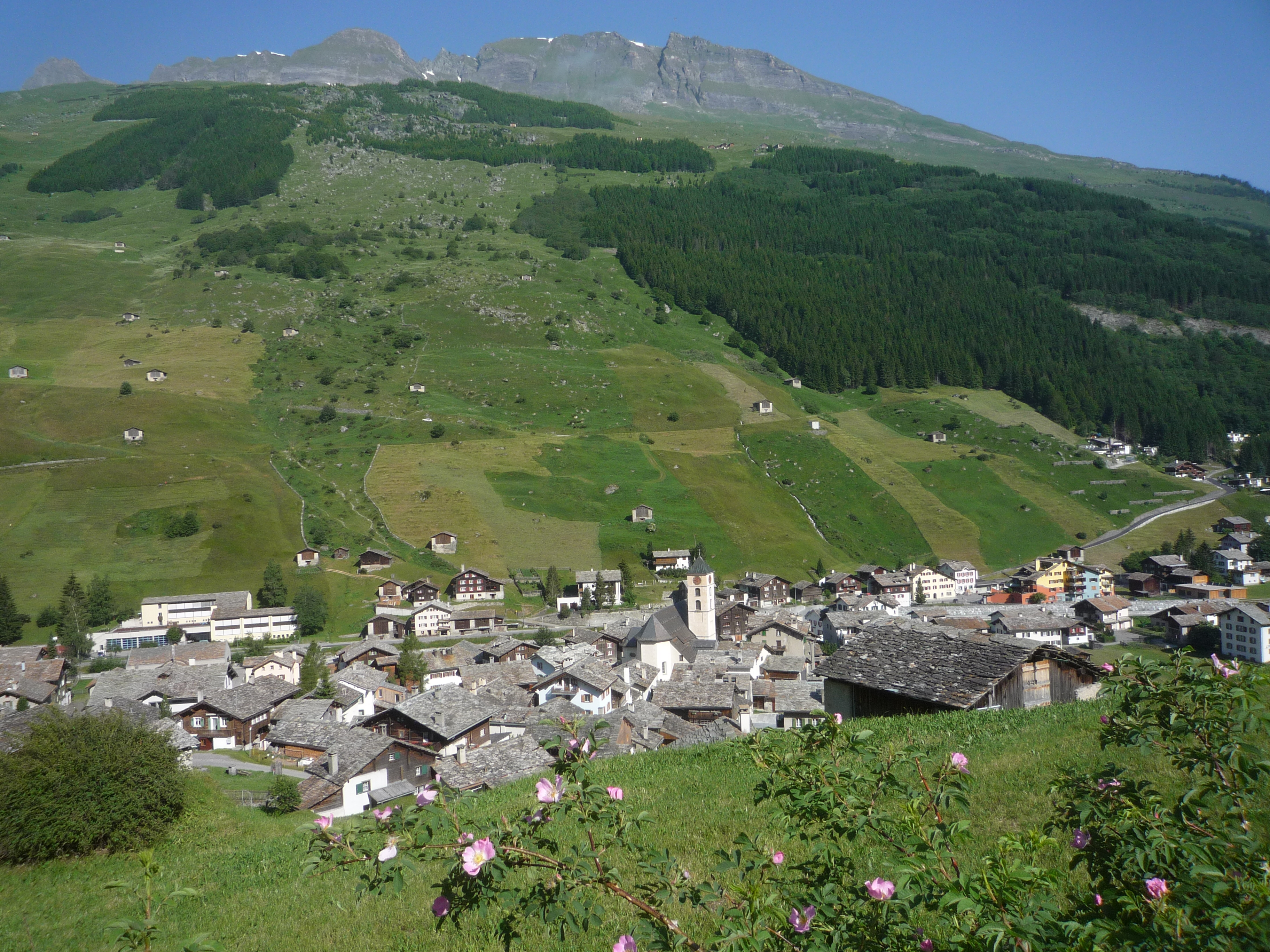
Vals

Katastr obce se skládá z pěti údolí, ale obydlené je pouze hlavní údolí Valser Tal, kterým protéká řeka Valser Rhein (Valserský Rýn). Obec Vals je v tomto hlavním údolí odříznuta dvěma soutěskami, jednou na severu a druhou na jihu. Z celkové rozlohy téměř 176 km² tvoří necelou polovinu louky a vysokohorské pastviny, osm procent údolí pokrývají horské lesy a zbytek tvoří skály a ledovce. Rozlohou je Vals přibližně stejně velký jako Lichtenštejnské knížectví a je jednou z největších obcí ve Švýcarsku. Nejvyšší horou na území obce Vals je Rheinwaldhorn s výškou 3402 m n. m.
Sousedními obcemi Valsu jsou Lumnezia (mluvící rétorománsky) na severu, Safiental (mluvící německy) na východě, Rheinwald (mluvící také německy) na jihu a Blenio (mluvící italsky) na druhé straně Adulských Alp. Centrum obce se nazývá Vals-Platz.
Na území obce Vals se nachází řada typických walserských zemědělských usedlostí, které bývaly celoročně obydlené. Většina z nich se stále používá jako salaše s alpskými loukami a pastvinami. Kromě Vals-Platz je celoročně obydlená pouze vesnice Leis jihozápadně nad obcí.
Ze zaměstnaných obyvatel pracuje 23 % v zemědělství a lesnictví, 29 % v průmyslu a obchodě a 48 % v sektoru služeb.

## Obyvatelstvo

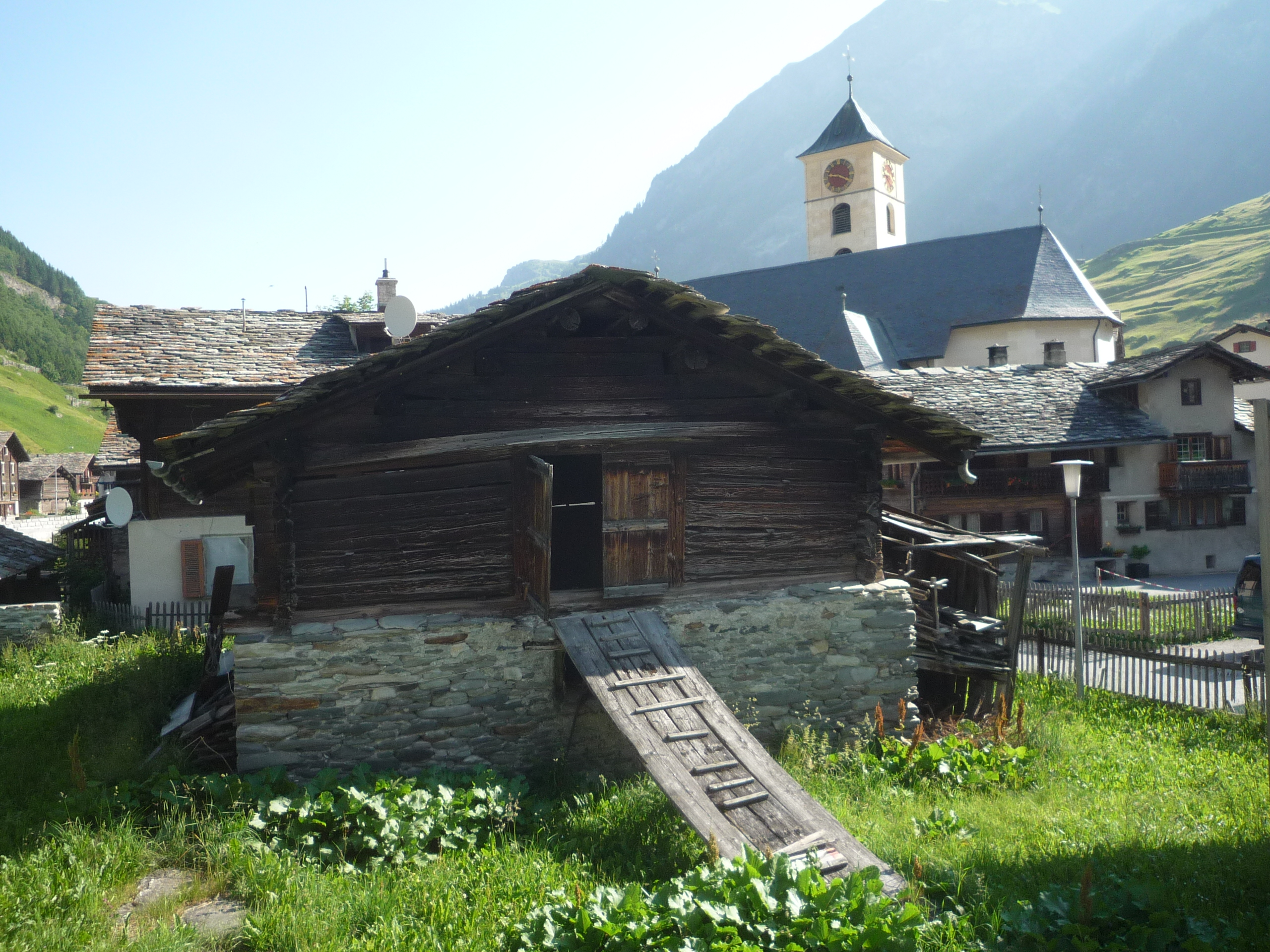
Původní architektura obce

| Rok            | 658 | 1850 | 1900 | 1950 | 1970 | 2000 | 2019 | 2020 |
| Počet obyvatel | 800 | 761  | 736  | 943  | 1037 | 885  | 979  | 946  |

## Hospodářství

### Vodní elektrárny

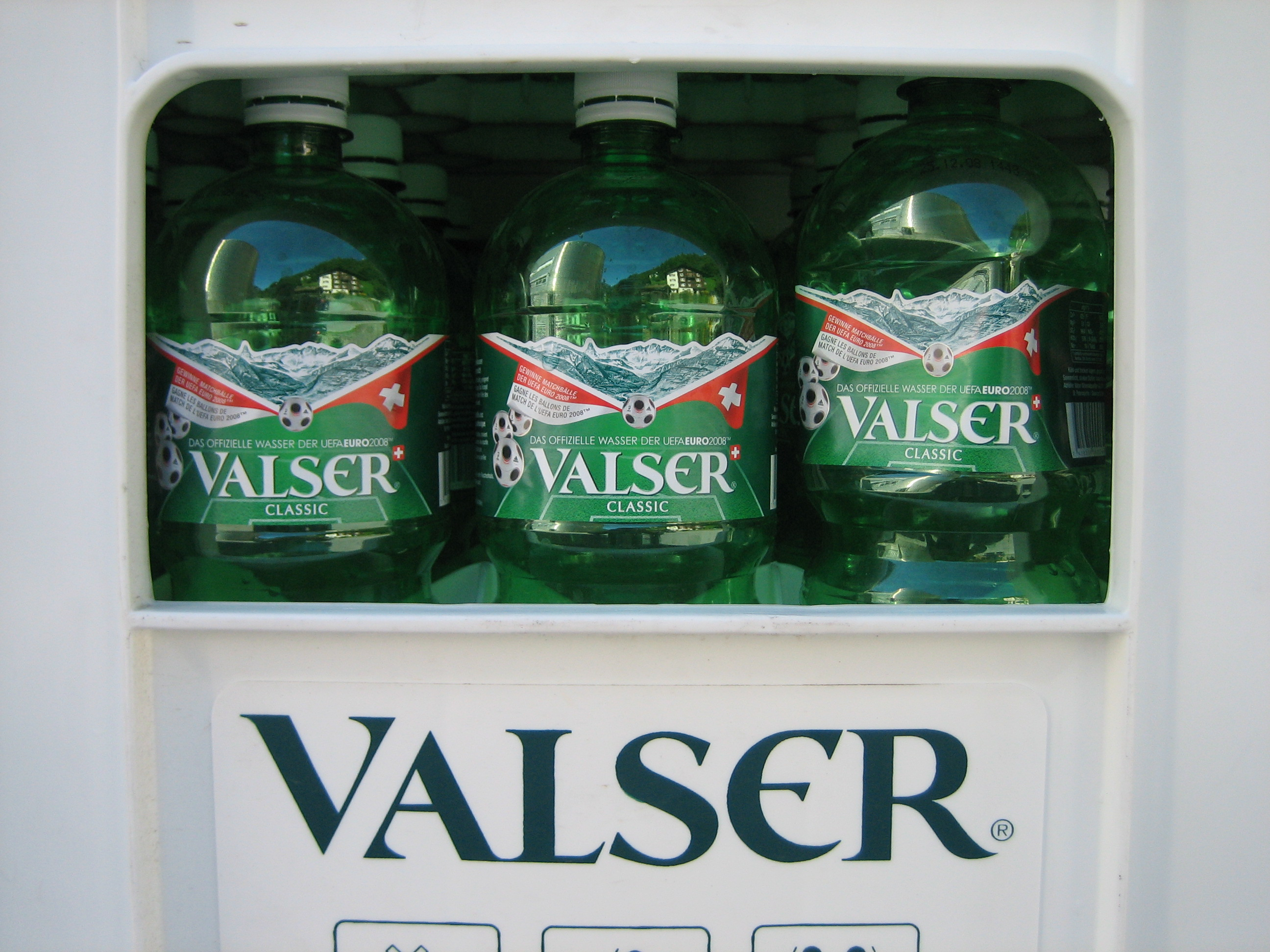
Minerální voda Valser

V obci sídlí elektrárenský koncern Kraftwerke Zervreila AG. Nádrž stejnojmenné vodní elektrárny je pátou největší přehradní nádrží ve Švýcarsku. Společnost disponuje také výrobními závody v lokalitách Wanna, Safien, Rothenbrunnen a Realta, přičemž celkem využívá převýšení téměř 1200 výškových metrů. Celý komplex byl uveden do provozu v roce 1958 a na jeho stavbě se podílelo až 1500 lidí. Název pochází od původní osady Zervreila, která se nacházela v rozvodí údolí asi 1,5 km za přehradou. Na místě zbořeného kostela byla jako obvykle postavena kaple, která stojí asi 100 metrů jihovýchodně nad přehradní zdí.

### Minerální voda Valser
Společnost Valser, kterou v roce 1960 založili Donald M. Hess a Dr. Robert Schrauder a která byla začleněna do skupiny Hess, je vlastněna společností Coca-Cola HBC. Podle neoficiálních informací je Valser nejznámější minerální vodou ve Švýcarsku a za své jméno vděčí prameni sv. Petra (St. Petersquelle). Pramen je již po staletí využíván jako léčivý. Nálezy učiněné při stavbě prvního lázeňského hotelu ukázaly, že se pravděpodobně používal již v pravěku. Významným zaměstnavatelem v obci je společnost Valser Mineralquellen AG, která má kromě různých moderních zařízení také návštěvnické centrum.